# Campionato belga vetture turismo
Il Campionato belga vetture turismo è stata una serie automobilistica disputata in Belgio dal 1964 al 1989.

## Albo d'oro
| Anno | Titolo                 | Pilota                   | Vettura                                     |
| ---- | ---------------------- | ------------------------ | ------------------------------------------- |
| 1964 | Assoluto               | Julien Vernaeve          | Morris Mini Cooper S                        |
| 1965 | Assoluto               | Jacky Ickx               | Ford Lotus Cortina                          |
| 1966 | Assoluto               | Jacky Ickx               | Ford Mustang                                |
| 1967 | Assoluto               | Serge Trosch             | Alfa Romeo Giulia GTA                       |
| 1968 | Assoluto               | Jacques Demoulin         | Alfa Romeo Giulia GTA                       |
| 1969 | Assoluto               | Yvette Fontaine          | Ford Lotus Cortina - Ford Escort TC         |
| 1970 | Assoluto               | Yvette Fontaine          | Ford Escort TC                              |
| 1971 | Assoluto               | Jean-Claude Franck       | Alfa Romeo Giulia GT 1300 Junior-2000 GT Am |
| 1972 | Gruppo 1               | Chris Tuerlinckx         | Chevrolet Camaro 396 SS                     |
| 1972 | Gruppo 2               | Claude Bourgoignie       | Ford Escort RS 1600                         |
| 1973 | Gruppo 1A              | Pierre-Yves Bertinchamps | Plymouth Barracuda                          |
| 1973 | Gruppo 1B              | René Tricot              | Opel Commodore GS/E                         |
| 1973 | Gruppo 2               | Julien Vernaeve          | Morris Mini Cooper S                        |
| 1974 | Assoluto               | Alain Peltier            | BMW 3.0 CSL                                 |
| 1976 | Assoluto               | Alain Semoulin           | Lotus Europa TC                             |
| 1977 | Produzione oltre 1.6   | Jean-Michel Martin       | Ford Capri                                  |
| 1977 | Gruppo 2-3-4 entro 1.6 | Albert Vanierschot       | Alpine-Renault A110 1600S                   |
| 1977 | Gruppo 2-3-4 oltre 1.6 | Raymond Raus             | BMW 3.0 CSL-Porsche 934                     |
| 1978 | Produzione entro 1.6   | Michel De Deyne          | Volkswagen Golf GTI                         |
| 1978 | Produzione oltre 1.6   | Alain Semoulin           | Ford Capri II 3.0S                          |
| 1978 | Gruppo 2-5 entro 1.6   | Albert Vanierschot       | Alpine-Renault A110 1600S                   |
| 1978 | Gruppo 2-5 oltre 1.6   | Claude Bourgoignie       | Porsche 935                                 |
| 1979 | Produzione entro 1.6   | Marc Piessens            | Volkswagen Golf GTI                         |
| 1979 | Produzione oltre 1.6   | Jean-Michel Martin       | Ford Capri III 3.0S                         |
| 1979 | Produzione 2.5         | Frank De Caluwé          | Ford Escort II RS 2000                      |
| 1980 | Produzione entro 1.6   | Guy Pirenne              | Volkswagen Golf GTI                         |
| 1980 | Produzione oltre 1.6   | Jean-Michel Martin       | Ford Capri III 3.0S                         |
| 1981 | Produzione entro 1.6   | Philippe Ménage          | Volkswagen Golf GTI                         |
| 1981 | Produzione oltre 1.6   | Pierre Dieudonné         | Mazda RX-7                                  |
| 1984 | Assoluto               | Michel De Deyne          | BMW 635 CSi                                 |
| 1985 | Assoluto               | Alain Semoulin           | Ford Escort RS Turbo                        |
| 1986 | Assoluto               | Jean-Michel Martin       | BMW 535i                                    |
| 1987 | Assoluto               | Alain Semoulin           | Ford Sierra RS Cosworth                     |
| 1988 | Divisione 1            | Alain Semoulin           | Ford Sierra RS Cosworth                     |
| 1988 | Divisione 2            | Pascal Tillekaerts       | Honda CRX                                   |
| 1989 | Divisione 1            | Jean-Michel Martin       | Audi 200 Quattro                            |
| 1989 | Divisione 2            | Pascal Tillekaerts       | Honda CRX                                   |